# Uvaroviella chamocoru
Uvaroviella chamocoru är en insektsart som först beskrevs av Nischk och D. Otte 2000.  Uvaroviella chamocoru ingår i släktet Uvaroviella och familjen syrsor. Inga underarter finns listade i Catalogue of Life.